# Neuville-sous-Huy
Neuville-sous-Huy is een dorp in de Belgische provincie Luik. Het ligt aan de Maas in Tihange, een deelgemeente van de stad Hoei. Neuville-sous-Huy heeft een oppervlakte van 2,53 km² en telt zowat 100 inwoners.

## Geografisch
Het dorp ligt in de vallei van de Maas, op vier kilometer ten oosten van Hoei. Het hoogste punt van het dorp ligt aan Les neuf Bonniers en is gesitueerd op 230 meter hoogte. Het landelijke Neuville wordt omgeven door bossen en akkers, maar in het noorden, aan de overkant van de N 90 – de autoweg die Hoei met Luik verbindt en hier Avenue de l'Industrie heet – doemt de kerncentrale van Tihange op. Het dorp ligt dan ook letterlijk onder de rook van de koeltorens.

## Geschiedenis
Tijdens het ancien régime behoorde de heerlijkheid van Neuville tot het leenhof van Luik en was zij in handen van onder meer de families de Royer (14e tot eind 16e eeuw), de T'Serclaes (1639-1648), Neuforge (1648-1705), van Olne en de Grady.
Over de oorsprong van de Sint-Gertrudisparochie is slechts weinig bekend. Van oudsher behoort Neuville-sous-Huy op geestelijk vlak bij het bisdom Luik. Van 1801 tot 1831 was Neuville als kapel afhankelijk van de parochie Tihange. Een priester van Neuville, Paul Firket (1892-1942), werd in juni 1942 door de Duitsers opgepakt op verdenking van spionage. Op 2 augustus werd hij ter dood veroordeeld. Zijn executie volgde op 25 oktober, toen hij te Leopoldsburg gefusilleerd werd.
Neuville-sous-Huy was tot 1952 een van de kleinere gemeenten van België. Op 22 juli van dat jaar werd de gemeente opgeheven en met Tihange samengevoegd. Neuville telde op dat moment 93 inwoners. Tihange en Neuville-sous-Huy behoren sinds 1977 beide tot de gemeente Hoei.

## Demografische ontwikkeling
- Bronnen:NIS, Opm:1831 tot en met 1947=volkstellingen

## Bezienswaardigheden
- Sint-Gertrudiskerk

De kerk van Neuville-sous-Huy bestaat uit één door twee lage zijkapellen geflankeerde beuk en een met een drijzijdige apsis afgesloten koor. Het geheel werd in 1706 herbouwd. De westertoren is waarschijnlijk ouder en zou uit de 16e eeuw dateren. Het meubilair is veelal 18e-eeuws.
- Hoeve van Neuville (rue de la Neuville)

Deze versterkte hoeve met haar imposante hoektoren dateert uit de eerste helft van de 16e eeuw en werd – mogelijk op de grondvesten van het oude kasteel – gebouwd op initiatief van Jehan Royer. Zijn wapenschild en dat van zijn vrouw, Jacqueline de Crisnée, werden in de omlijsting van het poortgebouw ingewerkt. De in een onregelmatig vierkant rond de deels geplaveide binnenkoer geschikte hoevegebouwen ondergingen vanaf de 17e eeuw meerdere verbouwingen. Bak-, breuk- en kalksteen werden hier aangewend om de binnenkoer een verrassend elegante aanblik te geven die in sterk contrast staat tot de massieve buitenkant.
- Kasteel van Neuville (allée du Château 13)

Het huidige kasteel werd in 1705 gebouwd op last van Lambertus van Olne, die toen heer was van Neuville-sous-Huy. Omstreeks 1860 kwam het in het bezit van prins Eugène-François-Charles-Lamoral de Ligne (1804-1880) van Belœil, voorzitter van de Belgische senaat, en werden de groten van de tijd er ontvangen. Het park deed dienst als trainingspiste voor racepaarden. Tot 1917 bleef het kasteel in handen van de familie de Ligne. In 1918 werd in Neuville-sous-Huy een kamp voor Italiaanse krijgsgevangenen ingericht en het is waarschijnlijk dat het kasteel er ook deel van uitmaakte. Tijdens de Tweede Wereldoorlog werd het kasteel dan weer door de Duitsers opgeëist en in 1946 werd het eigendom van de Belgische staat, die er een home en school inrichtte voor kinderen van schippers, kermisexploitanten en andere ouders zonder vast adres. Deze school moest in juni 1995 haar deuren sluiten. Een deel van het met een grote vijver en twee ijskelders verfraaide kasteelpark werd prijsgegeven voor de aanleg van de N90. Zo verdween een rotonde met een beeld van Diana, godin van de jacht, dat het park voor het kasteel, in de richting van Tihange, opluisterde.